# بيير كالولو
بيير كالولو (مواليد 5 يونيو 2000) هو لاعب كرة قدم فرنسي يلعب في مركز الظهير الأيمن مع نادي يوفنتوس في الدوري الإيطالي.

## روابط خارجية
- بيير كالولو على موقع الاتحاد الأوربي (الإنجليزية)
- بيير كالولو على موقع إي إس بي إن إف سي (الإنجليزية)
- بيير كالولو على موقع قاعدة بيانات كرة القدم.إي يو (الإنجليزية)
- بيير كالولو على موقع ليكيب (الفرنسية)
- بيير كالولو على موقع Soccerbase.com (لاعب) (الإنجليزية)
- بيير كالولو على موقع Soccerway.com (الإنجليزية)
- بيير كالولو على موقع عالم كرة القدم.نت (الإنجليزية)
- بيير كالولو على موقع أوليمبيديا (الإنجليزية)
- بيير كالولو على موقع AS.com (الإسبانية)